# Kampioenschap van Vlaanderen 1965
Il Kampioenschap van Vlaanderen 1965, cinquantesima edizione della corsa, si svolse il 16 settembre 1965 su un percorso di 125 km, con partenza e arrivo a Koolskamp. Fu vinto dal danese Palle Lykke Jensen della Solo-Superia davanti ai belgi Arthur Decabooter e Gustaaf De Smet. Per la prima volta nella storia della competizione la vittoria non andò a un ciclista belga.

## Ordine d'arrivo (Top 10)
| Pos. | Corridore              | Squadra             | Tempo    |
| ---- | ---------------------- | ------------------- | -------- |
| 1    | Paul Jensen            | Solo-Superia        | 3h00'00" |
| 2    | Arthur Decabooter      | Wiel's-Groene Leeuw |          |
| 3    | Gustaaf De Smet        | Wiel's-Groene Leeuw |          |
| 4    | Willy Planckaert       | Flandria-Romeo      |          |
| 5    | Fernand Deferm         | Mann-Grundig        |          |
| 6    | Georges Van Coningsloo | Peugeot-BP-Michelin |          |
| 7    | Etienne Vercauteren    | Mann-Grundig        |          |
| 8    | Emiel Moentjens        | Ruberg-Caltex       |          |
| 9    | Roger De Wilde         | Lamot-Libertas      |          |
| 10   | Gilbert Maes           | Mann-Grundig        |          |